# Retribution (Shadows Fall)
Retribution  è il sesto album in studio del gruppo musicale statunitense Shadows Fall, pubblicato nel settembre 2009.

## Tracce
1. The Path to Imminent Ruin – 1:13
2. My Demise – 6:59
3. Still I Rise – 3:59
4. War – 3:40
5. King of Nothing (feat. Randy Blythe) – 4:15
6. The Taste of Fear – 4:08
7. Embrace Annihilation – 5:11
8. Picture Perfect – 3:55
9. A Public Execution – 6:07
10. Dead and Gone – 6:35

## Formazione
- Brian Fair – voce
- Jonathan Donais – chitarra, voce
- Matt Bachand – chitarra, voce
- Paul Romanko – basso
- Jason Bittner – batteria